# Starets Zosime
Le Starets Zossime ou Zossima (en russe : Старец Зосима) est un des personnages du roman Les Frères Karamazov de l'écrivain russe du XIXe siècle Fiodor Dostoïevski. C'est, durant sa jeunesse, un officier au caractère emporté, mais plus tard se produit en lui une renaissance spirituelle. Il prend alors sa retraite de l'armée et devient moine sous le nom de Zosime. Âgé de 65 ans lors du commencement du roman, il est proche de la mort. Il prend encore part aux affaires familiales des Karamazov, puis meurt après avoir fait transcrire son enseignement.
Les chercheurs remarquent que Zosime commence par prêcher l'amour profond et entier pour la création qui l'entoure. Il croit que la vie est bonne et belle et que la principale erreur des hommes est qu'ils l'oublient. Pour lui, le mensonge est la cause profonde du mal. Après la mort de Dostoïevski, un comité de censure interdit la diffusion de cet enseignement, en raison du fait que sa conception mystique et sociale est incompatible avec la doctrine de la foi orthodoxe.
Selon les critiques de l'œuvre de Dostoïevski, il n'est pas possible de désigner un prototype unique de ce personnage. Parmi les figures possibles, on peut citer : Ambroise d'Optina, l'évêque Tikhon de Zadonsk, le Prépodobny Zosime, le saint catholique François d'Assise.

## Jeunesse
À 25 ans, le jeune officier Zinovy, nom que Zosime portait alors dans la vie civile, se lance dans un duel avec un propriétaire que sa meilleure amie a épousé. Zosime avait à l'époque un caractère emporté. Le soir avant le duel, il bat à deux reprises son ordonnance Athanase, un paysan serf. Celui-ci est blessé, le sang coule. Mais le matin, Zinovy est honteux de son geste en pensant au fait que l'ordonnance n'a même pas tenté de se défendre. Il se lève, cache son visage dans ses mains et pleure amèrement. Il comprend tout à coup qu'il vivait dans un monde sans joie, ignorant la vraie vie autour de lui. Zinovy se souvient des paroles d'un frère mort qui lui disait : « chacun est coupable de tout devant tous, les hommes ne le savent pas. S'ils acceptaient de le reconnaître, la terre serait dès aujourd'hui un paradis ». Ces paroles lui apportent une « lumière de purification » et Zinovy « ressent son union avec tous », et se sent transporté au paradis. Son âme connaît une renaissance spirituelle.
Zinovy demande pardon à son ordonnance, le duel s'engage avec le propriétaire qui a épousé son amie et son adversaire tire le premier sur lui. Mais il le rate. Au lieu de tirer à son tour, Zinovy jette son revolver et demande pardon à son adversaire, malgré la honte que ce geste d'abandon de duel apportera à son régiment. « Messieurs […] contemplez autour de vous l'œuvre du Créateur : le ciel clair, l'air pur, l'herbe tendre, les oiseaux ! La nature s'étale devant nous, splendide et sans péché. Nous seuls, sur la terre, impies et stupides que nous sommes, ne savons pas voir que la vie est un paradis. Il suffirait de vouloir le comprendre, et le monde nous apparaîtrait aussitôt dans tout l'éclat de sa beauté ». Voilà les paroles de Zinovy à ceux qui lui reprochent son geste, à ses témoins du régiment qui se sentent déshonorés du fait qu'il abandonne le duel. Le jeune officier donne alors sa démission du régiment et part au monastère où il passera 40 ans sous le nom de moine : Zosime .

## Renaissance spirituelle
Kennoske Nakamoura, critique littéraire qui a étudié longtemps l'œuvre de Dostoïevski, compare cette renaissance spirituelle de Zinovy à celle qui se produit chez de nombreux autres personnages de l'auteur. Le garçon de la nouvelle Le Petit Héros ressent un sentiment d'unité avec le monde, quand il voit la nature qui l'entoure. Rodion Raskolnikov, du roman Crime et Châtiment, prend conscience de l'harmonie du monde en se souvenant du sourire de Lizabeta. Stavroguine, du roman Les Démons, Arkadi, du roman L'Adolescent, connaissent le même genre de renaissance. Zinovy, à cause du souvenir qu'il a d'avoir battu son ordonnance sans défense, continue la série.
Cette vision de renaissance de Zinovy est une expérience qui vient de celle, personnelle, de Dostoïevski, observe Nakamoura. Dans les archives de la femme de l'écrivain, on trouve des traces des fréquentes sautes d'humeur de son mari durant ses crises et, parmi celles-ci, celles provoquant « lucidité et joie », comme chez de nombreux personnages de ses romans. Zinovy a décidé de « rompre avec le monde » parce que les gens sont « embourbés dans leurs mensonges », comme le répète souvent Dostoïevski, par exemple dans ses romans Le Double et Les Carnets du sous-sol. L'auteur lui-même a connu cette expérience spirituelle qu'il fait connaître à beaucoup de ses personnages. Dostoïevski se souvient qu'en Sibérie, au bagne, il a connu le moujik Mareï à propos duquel il écrit : « Comme ce moujik Mareï qui me frappait sur la joue et me tapotait la tête. Ces souvenirs m'ont permis de survivre en prison ». Grâce à ces souvenirs, il pouvait voir ce qui l'entourait sous un nouveau jour. Le starets Zosime, se présente ainsi, selon Nakamoura, comme un double de l'écrivain lui-même.
Zosime n'est donc pas le premier personnage de Dostoïevski qui connaît une renaissance spirituelle, mais son image devient pour l'écrivain « nouvelle et exclusive », du fait que les autres personnages sont dépeints avant leur renaissance. Dostoïevski ne parle pas, habituellement, du sort du personnage après sa transformation. Pour Zosime, au contraire, il décrit sa vie après la transformation et avant les événements du roman. On sait qu'il a parcouru le pays pour rassembler des dons pour le monastère. Comme moine, il parle de « contact intime avec la nature », qui lui permet de ressentir profondément sa beauté. Passant la nuit avec des pêcheurs sur les bords du fleuve, Zosime prend conscience de l'appartenance de la rivière et de la terre au monde créé par Dieu, et il en ressent une relation à la vie qui lui fait éprouver une grande joie. Nakamoura considère que, par là, Dostoïevski veut transmettre ses idées sur la fin ultime de l'homme, qui est d'être enfermé dans une communion avec la nature,.

## Apparence
Au moment où se déroulent les événements du roman, Zosime a 65 ans, et il sent qu'il va bientôt mourir. Son apparence est commune. « C'était un petit homme voûté, aux jambes flageolantes, âgé de soixante cinq ans seulement, mais il paraissait bien davantage à cause de la maladie qui le vieillissait de dix années au moins. Sa face maigre et décharnée était toute sillonnée de menues rides, particulièrement nombreuses aux environs des yeux. Ceux-ci n'étaient pas grands, mais clairs, très mobiles et brillants, si bien qu'on en apercevait que deux points lumineux. Il ne lui restait que quelques touffes de cheveux gris sur les tempes ; sa barbe, qu'il portait en pointe, était minuscule et rare, et ses lèvres — souvent narquoises — paraissaient aussi minces que des lanières. Le nez, sans être long, était pointu, et rappelait le bec d'un oisillon ... »,.
Nakamoura remarque encore que malgré la lumière qui émane de sa personne, Zosime ne donne pas une impression de solennité ou de pureté particulière. Il n'y avait en lui aucune excentricité, rien d'excessif.

## Événements du roman

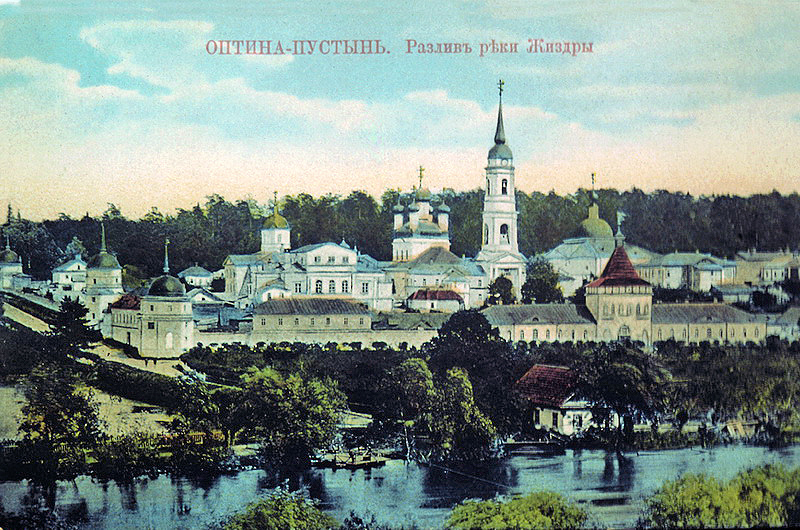
Monastère d'Optina d'Ambroise d'Optina.

Beaucoup de gens viennent au monastère trouver Zosime pour s’entretenir avec lui et obtenir ainsi un secours immédiat. Zosime écoute chacun attentivement, tente de donner une réponse simple et précise sans théorisation ou consolation à bon marché. À la différence de beaucoup de personnages de Dostoïevski, il n'y a chez Zosime ni jeu d'acteur ni bouffonnerie. Le starets convainc une femme qui a perdu son enfant de trois ans de retourner vers son mari qu'elle a quitté, parce que, selon lui, après la mort de l'enfant, le fait même de son existence dans le passé fait que les liens entre les parents subsistent, invisibles.
Pour la première fois dans le roman apparaît dans ce passage le thème de la mort de l'enfant innocent. Zosime répond à la mère qui a perdu son enfant : « Tu nous a donné la Vie, Seigneur […] et à peine l'avons-nous entrevue, la Vie, que tu nous l'as reprise ! », le Seigneur les « élève aussitôt au rang d'anges », et « ton enfant séjourne maintenant près du Seigneur, au milieu de ses anges »,.
À Catherine Khokhalkova, la mère de Lisa, dont la foi est faible, il conseille : « montre ton amour pour tes proches […] par des actes concrets ».
Zosime est prêt à entendre chacun et à l'aider. Il fait par contre preuve d'une « froideur non dissimulée » pour l'« odieuse et consommée bouffonnerie » du père, Fiodor Pavlovitch Karamazov, mais accepte de prendre part malgré tout à ses problèmes familiaux. Zosime invite Fiodor Karamazov, qui dépasse toutes les limites de l'outrance, à reprendre une figure humaine. Par rapport à l'athée Ivan Karamazov, qui se rebelle contre l'harmonie achetée, au prix de la souffrance de l'humanité et l'incapacité d'aimer ses proches, le starets fait remarquer qu'il a « un grand cœur, capable de subir de grands tourments », et il est à la recherche de la vérité. En outre, remarque le starets, Ivan ne croit pas en Dieu ni en l'immortalité de l'âme. À Alexeï Karamazov, qui devient l'un des acolytes de Zosime, il donne des encouragements à aller dans le monde, chacun n'étant pas appelé à entrer au monastère et à y servir Dieu.
Zosime sent qu'il va mourir bientôt, et c'est pourquoi il expose son expérience à ses disciples, les raisons pour lesquelles il est devenu moine et leur transmet son enseignement. La description de la mort du starets, selon Nakamoura, est conçue pour convaincre le lecteur de l'absence de tout mysticisme dans la personne du starets. Non seulement le corps du moine ne reste pas impérissable, mais le lendemain de sa mort il répand déjà des odeurs délétères.

## Enseignement
Le critique littéraire Georgij Mihajlovič Fridlender constate que l'on retrouve dans l'enseignement de Zosime des éléments plutôt orientaux et de type orthodoxes en même temps que d'autres provenant de l'humanisme occidental. La pierre angulaire de cet enseignement devient le principe social et humaniste de la solidarité entre les hommes. Il existe un lien entre celui-ci et les recherches spirituelles des époques antérieures exprimées sous forme religieuse, ainsi qu'avec les idéaux sociaux de Dostoïevski. Ce dernier interprète les anciens préceptes religieux russes dans un esprit humaniste et les relie aux idéaux sociaux et philosophiques de son temps.
Selon la philologue Valentina Vetlovska, l'idée maîtresse de Zosime est de prêcher un amour profond pour toute la création qui nous entoure, pour chaque feuille d'arbre, pour chaque rayon de soleil. « Aimez les animaux, les plantes, tout chose qui existe et vous percevrez le mystère divin en tout ». Cet enseignement est proche de celui de François d'Assise. Il s'accompagne d'une attente joyeuse de la mort, qui ne fait qu'ouvrir les portes vers la vie éternelle. Zosime parle de « la nature sans péché qui chante la gloire de Dieu », et de l'homme qui pour se joindre à elle doit comprendre qu'il est coupable devant le monde car « en vérité, chacun est responsable de ses fautes devant tous les hommes et pour tout ce qu'il fait ».
Le critique littéraire Vadim Belopolski note l'importance de l'image de Zosime pour distinguer chez Dostoïevski la relation entre le mal et la possibilité de vaincre celui-ci. Le fondement de l'enseignement du starets est la croyance que la vie est belle et que la principale erreur des hommes est de l'oublier. En ce sens, les croyances de Zosime son plutôt païennes et panthéistes que chrétiennes. C'est d'ailleurs ce que ses contradicteurs lui reprochent après sa mort. « […] Aimez les plantes, aimez les animaux, aimez tout et surtout aimez les enfants » demande le starets. Ces derniers sont sans péchés, pareils aux anges. Belopolski retrouve encore chez Zosime l'expression de culte païen de la terre : « Aime te pencher sur la terre et l'embrasser sans fin, pris d'un amour insatiable pour elle, cherche ainsi l'extase en elle. Trempe la terre de tes larmes de joie et aime ces larmes ». Même lors de ses derniers moments de vie, Zosime se penche et embrasse la terre et ne se tourne pas vers le ciel et vers Dieu. La doctrine du starets représente une tendance vers le christianisme mais opposée à l'ascétisme, tournée vers la lumière. C'est l'expression d'une vie spirituelle à la fois païenne et orthodoxe telle qu'on la trouve au sein de la paysannerie russe.
Vadim Belopolski distingue trois préceptes dans l'enseignement de Zosime. Selon lui, le mensonge est à la racine du mal, comme l'ont enseigné également Emmanuel Kant et Schelling. C'est ainsi qu'il en déduit ce premier précepte : « Le plus important c'est ne pas mentir […] et surtout ne mentez pas à vous même... c'est un manque de respect vis-à-vis de vous-même et des autres ». Il souligne cette relation à la vérité comme étant la plus haute valeur morale et la plus nécessaire : « Tout changera, mais la vérité restera ». Le deuxième précepte découle du premier. « Frères ne craignez pas les péchés des hommes, aimez les hommes aussi avec leurs péchés » dit Zosime. Selon le starets, la peur du péché et l'envie de la cacher entraînent l'homme à mentir et empêchent de lutter contre le mal. Le troisième précepte est celui de la responsabilité de l'homme : « En vérité, chacun est coupable pour tout devant tous les autres ».

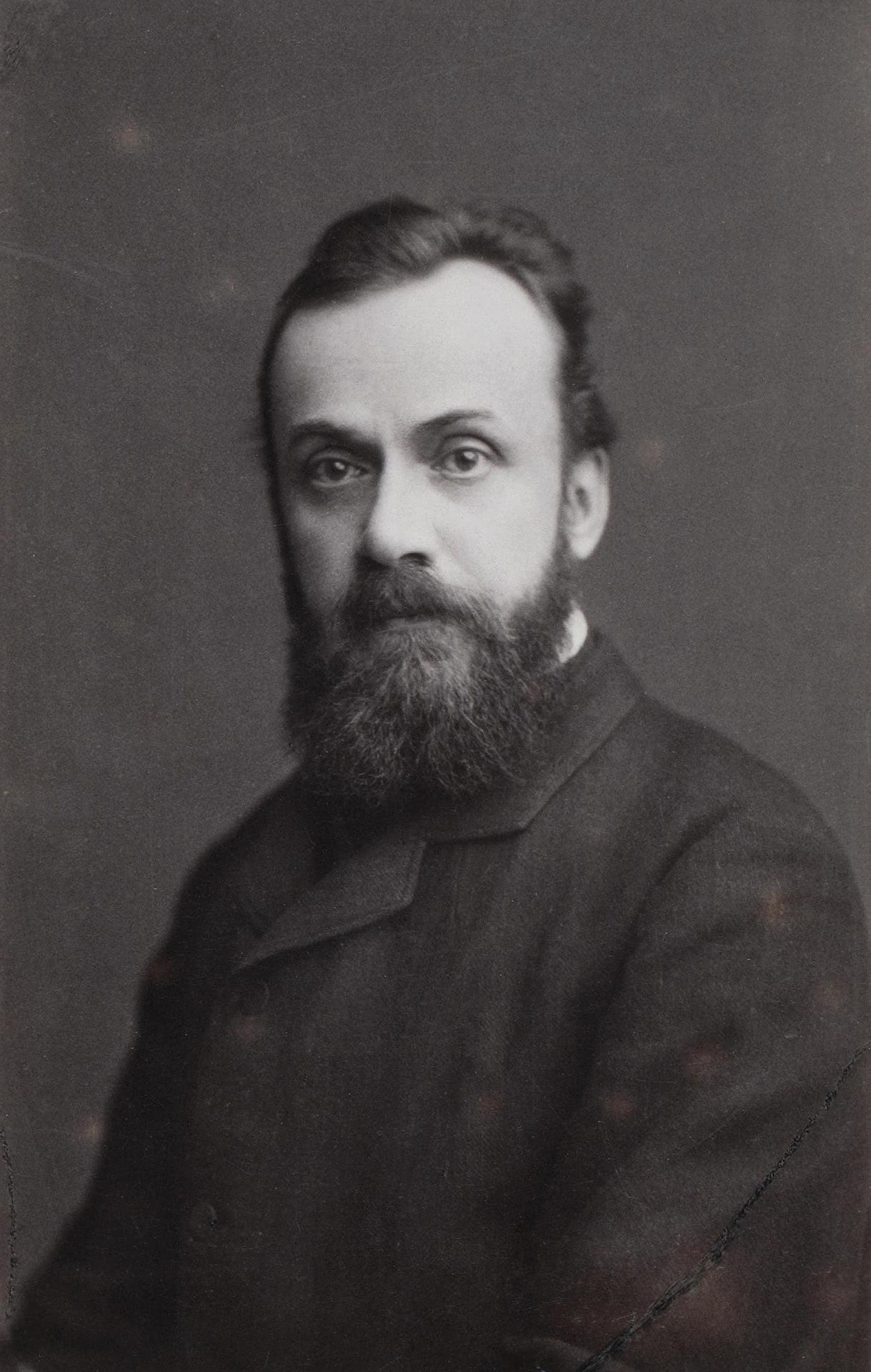
Gleb Ouspenski.

L'écrivain Gleb Ouspenski, contemporain de Dostoïevski, a noté quelques réflexions de Zosime qui l'ont beaucoup frappé dans le chapitre IV du livre deuxième : La dame de peu de foi. Ce sont les propos d'un médecin rapportés par le starets : « J'aime l'humanité, disait-il, et pourtant il y a une chose qui m'étonne en moi : plus je me sens d'amour pour l'humanité prise en bloc, et moins j'aime les hommes pris isolément, en tant qu'individus avec leur existence propre ». L'écrivain trouve dans ce passage des pensées exprimées avec beaucoup de clarté qui sont « l'une des caractéristiques du cœur russe » vers lequel il veut toujours attirer l'attention du lecteur.
En 1886, le comité de censure de Saint-Pétersbourg interdit la diffusion du « Récit du starets Zosime » dans les programmes d'enseignement des écoles et bibliothèques publiques. La raison invoquée est que l'enseignement mystique et social qui en ressort ne correspond pas à l'esprit de la foi orthodoxe et de l'église ni à l'ordre public existant ». Par contre, en 1896, la possibilité d'inclure les extraits du chapitre III du Livre deuxième La foi des femmes du peuple dans les programmes scolaires et les bibliothèques publiques a été envisagée. Le rapporteur du comité attire l'attention sur certains aspects du roman qui s'éloignent de la doctrine orthodoxe chrétienne et sont incompréhensibles pour des enfants de paysans. En 1898, lors d'une session du comité académique, le rapporteur observe une nouvelle fois qu'il sera difficile pour les lecteurs du roman de comprendre les enseignements de Zosime. Le censeur critique à nouveau les « théories mystiques contemplatives » de Zosime. À la suite de cet examen par la censure portant sur Les Frères Karamazov et d'autres romans de l'auteur, l'ensemble des œuvres de Dostoïevski a été saisi dans les salles de lectures publiques et gratuites.

## Prototype

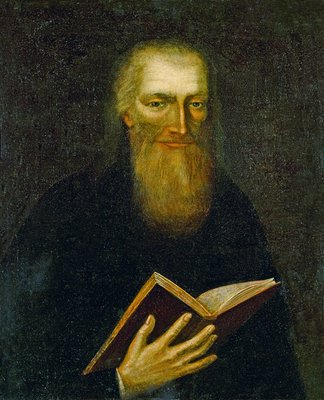
Zosime de Tobolsk

Selon le philologue Moïse Altman, il est impossible de désigner un seul modèle du starets Zosime, malgré les nombreux travaux de recherches de spécialistes et de Dostoïevski lui-même. On peut noter l'hiéromoine Ambroise d'Optina, l'évêque Prépodobny Zosime, et le saint catholique François d'Assise.
En juillet 1878, Dostoïevski visite le Monastère d'Optina et il y parle à deux reprises avec l'hiéromoine Ambroise d'Optina. Selon l'épouse de l'écrivain Anna Dostoïevskaïa le chercheur Arkadi Dolinine et le critique Vassili Rozanov, c'est précisément Ambroise qui a servi de prototype pour Zosime. Dolinine remarque aussi que l'ambiance qui règne dans la cellule de Zosime est décrite en fonction de celle que Dostoïevski a connu dans celle du monastère d'Optina. Il est évident qu'il existe des différences de caractère et d'enseignement chez les deux hommes et qu'il ne s'agit que d'apparences similaires existant entre eux.
Le prototype utilisé pour Zosime en ce qui concerne son enseignement est selon Altman, le théologien, évêque Tikhon de Zadonsk, ce dont l'écrivain se souvient lui-même dans une de ses lettres. Mais ce moine est aussi un modèle pour Zosime sur d'autres plans.
Le critique Leonid Grossman, en étudiant les caractéristiques que donne Dostoïevski au personnage de Zosime, considère que le Prépodobny Zosime pourrait également être le prototype recherché. Par ailleurs l'enseignement de ce Zosime est également transcrit par un de ses disciples comme le fait Alexeï Karamazov aux chapitres II et III du Livre sixième intitulés La vie du starets Zosime, mort en Dieu.
Selon Altman, le moine Pimène du poème dramatique « Boris Godounov » d'Alexandre Pouchkine a également servi de prototype pour Zosime. Dans sa jeunesse il était militaire aussi et un de ses élèves quitte le monastère et se révolte contre le tsar. Ce rôle d'opposant au pouvoir aurait pu être joué par Alexeï Karamazov dans les projets initiaux de Dostoïevski. Ce dernier, dans son discours sur Pouchkine, reconnaît que la personnalité de Pimène est en grande partie semblable à celle de Zosime. Altman pense dès lors que le Livre sixième intitulé Le moine russe du roman Les Frères Karamazov est un livre qui peut tout aussi bien décrire Pimène que Zosime.

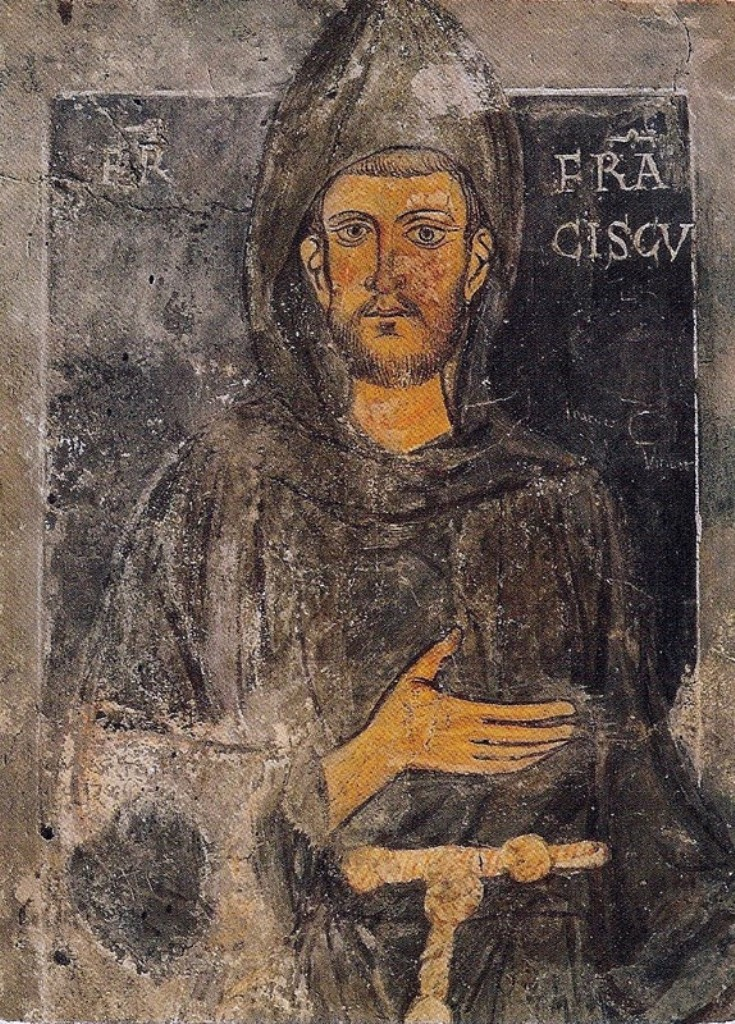
François d'Assise.

Selon l'opinion de la philologue Valentina Vetlovskaïa, on peut considérer comme prototype le saint catholique François d'Assise. Plusieurs raisons plaident en faveur de cette thèse. Ainsi, juste avant qu'apparaisse le starets dans le roman, le pomiestchik Maximov appelle le starets (en français dans le texte) un chevalier parfait dans une conversation avec Fiodor Karamazov, ce qui semble une curieuse manière de dénommer un moine orthodoxe. Dans sa jeunesse François d'Assise se passionnait pour les idéaux et les actions chevaleresques. Au livre cinquième, intitulé Pro et contra, Ivan Karamazov en conversant avec son frère Alexeï, appelle Zosime le « Pater Seraphicus » : « Va maintenant ; dépêche-toi de te rendre auprès de ton Pater Seraphicus, car il est en train de mourir. S'il devait succomber en ton absence, tu risquerais de m'en vouloir de t'avoir retardé ». Après cette conversation Aliocha répète encore à deux reprises le nom de : « « Pater Seraphicus » — où donc a-t-il trouvé ce nom là ? songeait Aliocha. Ivan, mon pauvre frère, quand te reverrai-je ?... Voici l'ermitage, oh mon Dieu ! Oui, oui, il me sauvera le Pater Seraphicus..., il me sauvera pour l'éternité ! ». Pater Seraphicus était le nom de François d'Assise, qui, selon la légende, avait vu Séraphicus après un jeûne prolongé. Vetlovskaïa remarque par ailleurs que la cellule du starets correspond aux exigences de pauvreté évangélique de François d'Assise et sur la grande icône de la Vierge, dont le culte occupe une place primordiale dans l'enseignement des Franciscains : « une multitude d'icônes s'entassaient dans un coin de la pièce, dont une image de la Sainte Vierge, de très grande proportion, qui datait apparemment d'une époque bien antérieure au schisme »,.